# Fernando Álvarez de Toledo, 1. Graf von Alba

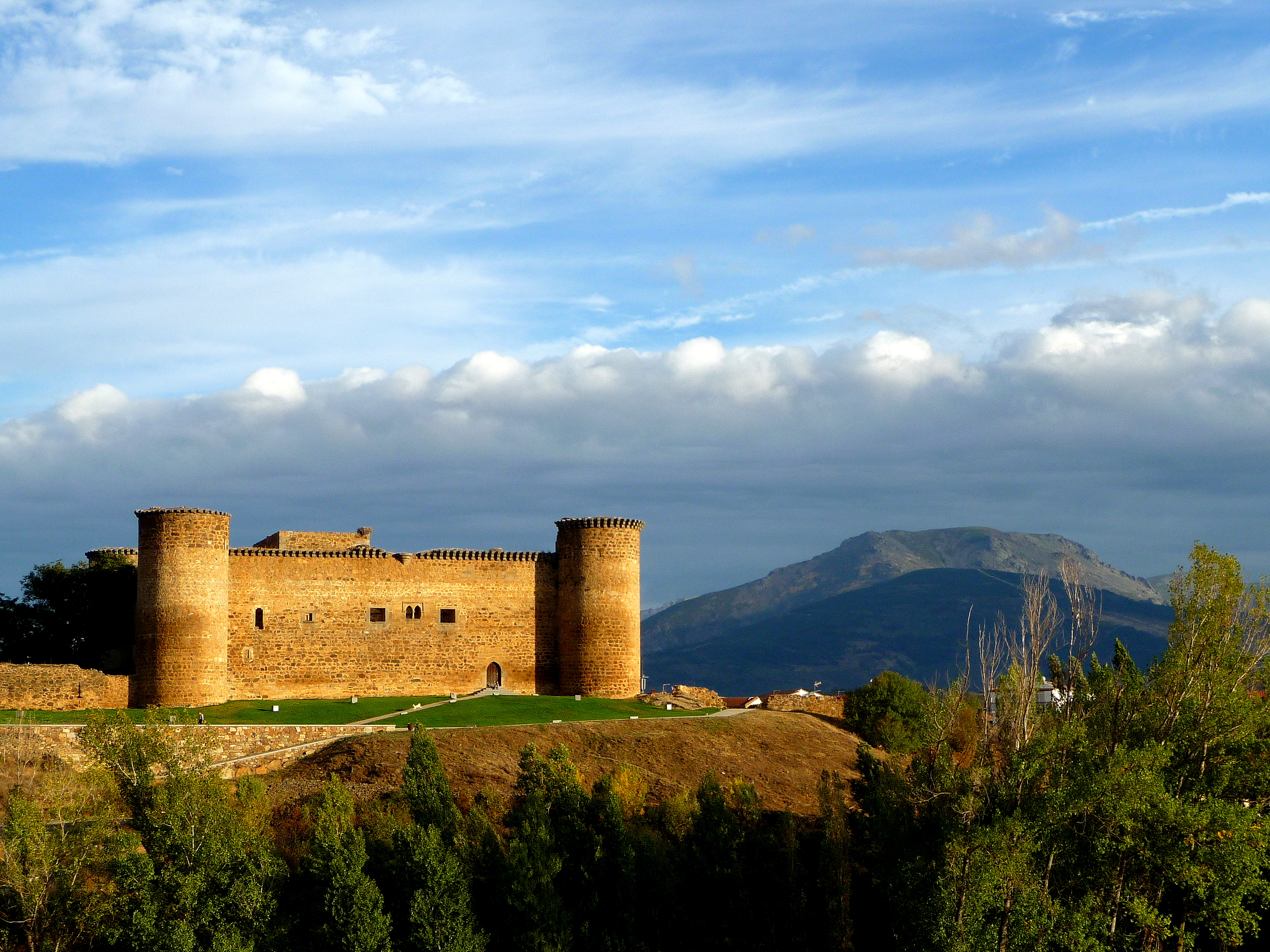
Castillo de Valcorneja, Stammsitz des Hauses Álvarez de Toledo

Fernando Álvarez de Toledo, 1. Graf von Alba (* 1390; † 21. April 1460 in Córdoba) war ein hoher kastilischer Adliger, dem es im Laufe seines Lebens gelang, zahlreiche Besitztümer zu erwerben.

## Geschichte

### Besitztümer und Titel
Fernando war von Hause aus Grundherr (señor) über die Burg Valcorneja. Im Jahr 1429 erhielt er von König Johann II. von Kastilien die Stadt Salvatierra de Tormes hinzu. Von seinem Onkel, dem späteren Bischof von Palencia und Erzbischof von Sevilla und Toledo, Gutierre Álvarez de Toledo, erhielt er im Jahr 1424 (oder 1430) die Grundherrschaft über Alba de Tormes. Letztere wurde Jahre später durch Vermittlung des Königs-Günstlings Álvaro de Luna in den Rang einer Grafschaft (condado) erhoben. Durch die Erlangung der Grundherrschaften über Fuenteguinaldo, Salvatierra de Tormes, Coria, Huéscar, Granadilla, Abadía, Castronuevo, Piedrahíta, El Barco, La Horcajada und El Mirón konnte er seinen Besitz und damit seinen politischen Einfluss auf weite Teile (insgesamt mehr als 1100 km²) im Westen Kastiliens und Leóns ausdehnen.

### Weitere Geschichte
In den 1430er Jahren führte Fernando einen Privatfeldzug in Teilen Andalusiens und eroberte mehrere Städte im Raum Baza (z. B. Benamaurel), die allerdings nur wenige Jahre in christlicher Hand gehalten werden konnten. Im Jahr 1448 fiel er beim immer noch regierenden König Johann II. in Ungnade und wurde für sechs Jahre bis zu dessen Tod († 1454) gefangen gesetzt.

## Nachkommen
Mit seiner Frau Mencía Carrillo Palomeque, die als Grundherrin auch über eigenen Besitz verfügte, hatte er mehrere Kinder, darunter auch García Álvarez de Toledo, der im Jahr 1472 die Linie der Herzöge von Alba begründete.